# Rangers Football Club 2002-2003
Questa voce raccoglie le informazioni riguardanti la Rangers Football Club nelle competizioni ufficiali della stagione 2002-2003.

## Stagione
- In Scottish Premier League i Rangers si classificano al primo posto (97 punti) e vincono per la 50ª volta il campionato.
- In Scottish Cup battono in finale il Dundee e vincono per la 31ª volta la coppa.
- In Scottish League Cup battono in finale il Celtic e vincono per la 23ª volta la coppa.
- In Coppa UEFA vengono eliminati al primo turno dal Viktoria Žižkov (3-3 complessivo con gol in trasferta a sfavore).

## Maglie e sponsor
| Casa | Trasferta | Terza divisa |

## Rosa
| N. |                        | Ruolo | Calciatore          |
| -- | ---------------------- | ----- | ------------------- |
| 1  | Germania (bandiera)    | P     | Stefan Klos         |
| 2  | Paesi Bassi (bandiera) | D     | Fernando Ricksen    |
| 3  | Australia (bandiera)   | D     | Craig Moore         |
| 4  | Italia (bandiera)      | D     | Lorenzo Amoruso     |
| 5  | Paesi Bassi (bandiera) | D     | Arthur Numan        |
| 6  | Scozia (bandiera)      | C     | Barry Ferguson      |
| 7  | Argentina (bandiera)   | A     | Claudio Caniggia    |
| 8  | Germania (bandiera)    | C     | Christian Nerlinger |
| 9  | Norvegia (bandiera)    | A     | Tore André Flo      |
| 10 | Paesi Bassi (bandiera) | A     | Michael Mols        |
| 11 | Scozia (bandiera)      | C     | Neil McCann         |
| 12 | Scozia (bandiera)      | D     | Robert Malcolm      |
| 14 | Paesi Bassi (bandiera) | C     | Ronald de Boer      |

| N. |                              | Ruolo | Calciatore        |
| -- | ---------------------------- | ----- | ----------------- |
| 15 | Paesi Bassi (bandiera)       | D     | Bert Konterman    |
| 16 | Francia (bandiera)           | D     | Jérôme Bonnissel  |
| 17 | Australia (bandiera)         | D     | Kevin Muscat      |
| 19 | Scozia (bandiera)            | A     | Steven Thompson   |
| 20 | Trinidad e Tobago (bandiera) | C     | Russell Latapy    |
| 21 | Scozia (bandiera)            | D     | Maurice Ross      |
| 23 | Spagna (bandiera)            | C     | Mikel Arteta      |
| 24 | Georgia (bandiera)           | A     | Shota Arveladze   |
| 26 | Danimarca (bandiera)         | C     | Peter Løvenkrands |
| 27 | Scozia (bandiera)            | C     | Stephen Hughes    |
| 36 | Scozia (bandiera)            | A     | Steven MacLean    |
| 53 | Scozia (bandiera)            | D     | Alan Hutton       |